# Burn Gorman
Pour les articles homonymes, voir Gorman.
Burn Gorman, né le 1er septembre 1974 dans le quartier d'Hollywood, à Los Angeles, en Californie, aux (États-Unis), est un acteur et musicien américano-britannique.
Il se fait connaître en interprétant le Dr Owen Harper dans la série de science-fiction Torchwood de 2006 à 2008. Présent dans la distribution de plusieurs séries britanniques et américaines, il joue le rôle de Karl Tanner dans la série Game of Thrones (2013 - 2014) et celui du Major Edmund Hewlett dans Turn: Washington's Spies (2014 - 2017).
Il apparaît également dans des rôles secondaires des films The Dark Knight Rises de Christopher Nolan en 2012, Pacific Rim de Guillermo del Toro en 2013 et Crimson Peak du même réalisateur en 2015.

## Biographie

### Enfance et formation
Burn Hugh Winchester Gorman, plus jeune de quatre enfants, est né le 1er septembre 1974 dans le quartier d'Hollywood, à Los Angeles, en Californie, aux (États-Unis), de parents anglais. Son père était professeur de linguistique à l'université de Californie à Los Angeles (UCLA),. À l'âge de 6 - 7 ans, sa famille revient s'installer à Londres, au Royaume-Uni.
Il suit une formation en théâtre à la Manchester School of Theatre (en) de l'université métropolitaine de Manchester. Il est nommé au Prix du meilleur jeune acteur du Manchester Evening News,.

### Carrière
Burn Gorman commence sa carrière avec un petit rôle dans la série Coronation Street en 1998. Dans les années qui suivent, il enchaine les petits rôles dans plusieurs séries britanniques telles que Casualty, Merseybeat (en), Meurtres à l'anglaise ou Inspecteurs associés. En 2005, il obtient un rôle plus important en incarnant Guppy dans la mini-série de la BBC La Maison d'Âpre-Vent (en) adaptée du roman éponyme de Charles Dickens.
Après avoir fait ses premiers pas au cinéma en 2001 dans Love Is Not Enough de Mark Norfolk (en), il obtient un rôle de petit truand en 2004 dans le film Layer Cake de Matthew Vaughn face à Daniel Craig et Tom Hardy. Par la suite, il apparait dans plusieurs films comme la comédie romantique Penelope de Mark Palansky en 2006, la comédie Frère Noël de David Dobkin en 2007 et le thriller Crimes à Oxford d'Álex de la Iglesia en 2008.
Burn Gorman est également un acteur de théâtre. En 2004, il se fait remarquer dans les pièces Ladybird de Vassili Sigarev (Royal Court Theatre), et Gong Donkeys de Richard Cameron (en) (Bush Theatre). Il travaille sur des lectures et des ateliers avec de nombreuses compagnies et théâtres comme l'English National Opera, le National Theatre Studio, le Young Vic, le Royal Court Theatre, l'Oxford Stage Company, le Paines Plough (en) et le Soho Theatre (en).
De 2006 à 2008, il se fait connaitre en tenant le rôle du Dr Owen Harper, médecin et agent de terrain, dans les deux premières saisons de la série de science-fiction Torchwood, dérivée de Doctor Who. Il continue à apparaitre dans d'autres séries : EastEnders, Miss Marple, The Hour, Espions de Varsovie...
En 2009, il interprète au théâtre de Drury Lane le cambrioleur Bill Sikes dans la comédie musicale Oliver!, basée sur le roman Oliver Twist de Charles Dickens.
L'acteur commence alors à obtenir des rôles secondaires dans des blockbusters américains. En 2012, il joue Phillip Stryver dans The Dark Knight Rises, dernier épisode de la trilogie de Batman réalisée par Christopher Nolan. L'année suivante, il est le Dr Hermann Gottlieb dans le film de science-fiction Pacific Rim de Guillermo del Toro. Il retrouve ce dernier dans le film d'épouvante Crimson Peak sorti en 2015.
À la télévision, il se met à jouer dans des séries américaines. En 2013, il apparait dans la série dramatique Revenge et la sitcom Philadelphia. De 2013 à 2014, il joue dans quelques épisodes de la série à succès Game of Thrones, adaptation de la saga littéraire Le Trône de fer de George R. R. Martin. Il y incarne Karl Tanner, un membre de la Garde de Nuit, face à Kit Harington en Jon Snow. Depuis 2014, il est dans la série historique et d'espionnage Turn: Washington's Spies, où il joue le rôle du major Edmund Hewlett, un officier de l'Empire britannique posté aux Treize colonies, futur États-Unis d'Amérique.
En 2015, il joue le temps d'un épisode dans la série uchronique d'Amazon.com, The Man in the High Castle, adaptée du roman Le Maître du Haut Château de Philip K. Dick. Il incarne ensuite le Detective Sergeant William Blore dans la mini-série And Then There Were None, adaptation du roman Dix petits nègres d'Agatha Christie.
En 2019, il incarne le rôle d'Adolphus Murtry dans la saison 4 de la série de science fiction The Expanse.
En 2022, il retrouve Guillermo del Toro qui lui donne le rôle secondaire d'un prêtre dans le film en animation en volume Pinocchio.

## Musique
Burn Gorman est également musicien. Il a joué aux côtés de Groove Armada, Rodney P (en) et Neneh Cherry, et a travaillé sur des vidéos du projet The Streets. Sous le nom de scène B.B. Burn, il fait du beatbox et est sacré Champion de beatbox de BBC Radio 1Xtra en 2003.

## Théâtre
- 2004 : Ladybird de Vassili Sigarev (Royal Court Theatre)[6]
- 2004 : Gong Donkeys de Richard Cameron (en) (Bush Theatre)[7]
- 2009 : Oliver!, comédie musicale : Bill Sikes (Théâtre de Drury Lane)[8]

## Filmographie

### Cinéma

#### Longs métrages
- 2001 : Love Is Not Enough de Mark Norfolk : Al Weisberger
- 2004 : Layer Cake de Matthew Vaughn : Gazza
- 2005 : Appelez-moi Kubrick (Colour Me Kubrick) de Brian W. Cook : Willie
- 2005 : Le Témoin du marié (The Best Man) de Stefan Schwartz : Le chauffeur du bus
- 2006 : Pénélope de Mark Palansky : Larry
- 2007 : Frère Noël (Fred Claus) de David Dobkin : Elf
- 2008 : Crimes à Oxford (The Oxford Murders) d'Álex de la Iglesia : Yuri Podorov
- 2010 : Cemetery Junction de Stephen Merchant et Ricky Gervais : Renwick
- 2011 : Johnny English, le retour (Johnny English Reborn) d'Oliver Parker : Slater
- 2012 : The Dark Knight Rises de Christopher Nolan : Phillip Stryver
- 2012 : Red Lights de Rodrigo Cortés : Benedict Cohen
- 2012 : Up There de Zam Salim : Martin
- 2013 : Pacific Rim de Guillermo del Toro : Dr Hermann Gottlieb
- 2013 : Jimi: All Is by My Side de John Ridley : Michael Jeffrey
- 2013 : Walking with the Enemy de Mark Schmidt : Lieutenant-Colonel Otto Skorzeny
- 2014 : Low Down de Jeff Preiss : Wiggenhern
- 2014 : Alexandre et sa journée épouvantablement terrible et affreuse (Alexander and the Terrible, Horrible, No Good, Very Bad Day) de Miguel Arteta : Mr Brand
- 2015 : Crimson Peak de Guillermo del Toro : Détective Holly
- 2016 : In a Valley of Violence de Ti West : Le prêtre
- 2016 : Gernika de Koldo Serra : Le consul
- 2016 : Imperium de Daniel Ragussis : Morgan
- 2018 : Pacific Rim Uprising de Steven S. DeKnight : Dr Hermann Gottlieb
- 2020 : Enola Holmes d'Harry Bradbeer : Linthorn
- 2020 : Vores mand i Amerika de Christina Rosendahl : Berle
- 2020 : Undergods de Chino Moya : Tim
- 2022 : Pinocchio de Guillermo del Toro et Mark Gustafson : Le prêtre (voix)
- 2022 : Watcher de Chloe Okuno : Weber
- 2023 : Hunger Games : La Ballade du serpent et de l'oiseau chanteur (The Hunger Games: The Ballad of Songbirds and Snakes) de Francis Lawrence : Commandant Hoff
- 2023 : Ghosted de Dexter Fletcher : Le chauffeur de taxi londonien
- 2023 : Ransomed (Bi-gong-sik-jak-jeon) de Kim Seong-hun : Richard Carter
- 2024 : Beetlejuice Beetlejuice de Tim Burton : Père Damien
- 2024 : En plein vol (Lift) de F. Gary Gray : Cormac
- 2025 : Frankenstein de Guillermo del Toro : Fritz

#### Courts métrages
- 2001 : The Bully Boys de Steen Agro : Taff
- 2013 : The Other Man de David Raymond : Simon
- 2023 : The Witch's Daughter d'Emma Swinton : Roger Nowell

### Télévision

#### Séries télévisées
- 1998 : Coronation Street : Ben Andrews
- 2000 : Casualty : Geoff Simpson
- 2001 : Merseybeat : Sean Finnigan
- 2005 : Meurtres à l'anglaise (The Inspector Lynley Mysteries) : Billy Verger
- 2005 : Funland : Tim Timothy
- 2005 : Bleak House : William Guppy
- 2006 : Inspecteurs associés (Dalziel and Pascoe) : Jerry Hart
- 2006 : Low Winter Sun : Kenny Morton
- 2006 - 2008 : Torchwood : Dr Owen Harper
- 2007 : EastEnders : Jed
- 2007 : Miss Marple (Agatha Christie's Marple) : Jacko Argyle
- 2008 : Bonekickers : Banks
- 2009 : Wuthering Heights : Hindley
- 2011 : Lark Rise to Candleford : Révérend Marley
- 2011 : The Runaway : Richard Gates
- 2011 : The Hour : Thomas Kish
- 2013 : Espions de Varsovie (Spies of Warsaw) : Jourdain
- 2013 : Revenge : Trask
- 2013 : Philadelphia : Un scientifique
- 2013 - 2014 : Game of Thrones : Karl Tanner, un membre de la Garde de Nuit
- 2014 - 2015 : Forever : Adam / Lewis Farber
- 2014 - 2017 : Turn: Washington's Spies : Major Edmund Hewlett
- 2015 : Le Maître du Haut Château (The Man in the High Castle) : Le marshal
- 2015 : And Then There Were None : Détective Sergent William Blore
- 2016 : Lucky Man (Stan Lee's Lucky Man) : Doug
- 2017 - 2019 : Jamestown : Nicholas Farlow
- 2019 : The Expanse : Adolphus Murtry
- 2019 : Obsession : Ben
- 2022 : The Offer : Charles Bluhdorn
- 2022 : Halo : Gouverneur Vinsher Grath

#### Téléfilms
- 2002 : A Good Thief de Douglas Mackinnon (en) : DC Fairchild
- 2007 : Sex, the City and Me de Philippa Lowthorpe : Lawrence
- 2008 : The Curse of Steptoe (en) de Michael Samuels (en) : Ray Galton
- 2009 : Les Hauts de Hurlevent (en) de Coky Giedroyc : Hindley Earnshaw

### Jeux vidéos
- 2009 : Risen : Fincher / Brent / Dwight / Flavio / Tucker (voix)
- 2011 : Star Wars: The Old Republic : Darth Angral / Darth Tormen / Apprenti Ortosin (voix)

## Distinctions
- SyFy Portal Genre Awards 2007 : nomination comme meilleur acteur dans un second rôle pour Torchwood

## Voix francophones
En version française, Burn Gorman est doublé de manière inconstante par de nombreux comédiens. Il est dans un premier temps doublé par Pierre Val dans Appelez-moi Kubrick, Axel Kiener dans Layer Cake et Bruno Mullenaerts dans Torchwood. Durant les années 2010, l'acteur est doublé par les acteurs suivants : Stéphane Fourreau dans Johnny English, le retour, The Dark Knight Rises et Obsession, Fabien Briche dans The Hour et Jimi: All Is by My Side, Yannick Blivet dans Red Lights, Jérémy Prévost dans Pacific Rim, sa suite, Jérôme Keen dans Revenge et Alexandre et sa journée épouvantablement terrible et affreuse, Michel Barbey dans la troisième saison de Game of Thrones, Emmanuel Karsen dans la quatrième saison de Game of Thrones et Le Maître du Haut Château, François Raison dans Crimson Peak, Loïc Houdré dans In a Valley of Violence ou encore Martial Le Minoux dans Lucky Man.
Après l'avoir doublé dans Agatha Christie : Dix Petits Nègres et Jamestown, Yann Guillemot retrouve l'acteur dans Beetlejuice Beetlejuice. En parallèle, il est doublé par Xavier Béja dans Halo et Jochen Hägele (en) dans The Offer.